# Cmentarz wojenny nr 325 – Wola Batorska-Sitowiec
Cmentarz wojenny nr 325 – Sitowiec – austriacki cmentarz wojenny z okresu I wojny światowej. Jest usytuowany na skraju Puszczy Niepołomickiej, w południowej części miejscowości Wola Batorska w przysiółku Sitowiec. Obok rósł dawniej dąb "Batory". Projektował obiekt Franz Stark.
W 5 grobach zbiorowych i 10 pojedynczych pochowano 27 żołnierzy austro-węgierskich i 16 rosyjskich.